# Retronímia
Retronímiának hívjuk azt a szemantikai jelenséget, amikor egy dolognak korábban már volt önálló elnevezése, de mivel időközben új típusai jöttek létre az illető dolognak, a megkülönböztetés kedvéért a régi típusra új elnevezést kellett találni. Magát az új elnevezést retronimának hívjuk.

## Gyakori jelzők
- tradicionális, hagyományos, klasszikus: Szemben az adott dolog modernebb változataival.
- akusztikus: Szemben az adott hangszer elektronikus változatával.
- analóg: Szemben az adott eszköz digitális változatával.
- idősebb: Szemben az adott ismert személyiség azonos nevű gyermekével.
- első: Szemben a későbbi, azonos néven uralkodó királyokkal, pápákkal. Szemben az adott miniszterelnök által alakított későbbi kormányokkal. Szemben az azonos helyen vagy azonos felek között történő későbbi háborúkkal.

## Példák

### Technológia
- akusztikus gitár: Amíg nem létezett elektromos gitár, egyszerűen gitárnak nevezték.
- analóg óra: Amíg nem létezett digitális óra, egyszerűen órának nevezték.
- csigaposta: Az e-mail („villámposta”) megjelenése óta internetes körökben szokás tréfásan így emlegetni a hagyományos postát.
- manuális sebességváltó: Az automata sebességváltó megjelenése óta nevezik így.
- iPhone 1: Utólag nevezik így a 2007-ben forgalomba hozott készüléket.
- 2D film: A 3D filmek elterjedése óta nevezik így a nem térhatású filmeket.
- fekete-fehér TV illetve fekete-fehér képernyő: A színes TV illetve színes képernyő megjelenése óta léteznek ezek a fogalmak.
- filmes fényképezőgép: A digitális fényképezőgépek '90-es évekbeli elterjedése óta nevezik így a filmmel működő fényképezőgépeket.
- optikai zoom: A digitális fényképezőgépek lehetővé teszik a digitális zoom-olást. Korábban csak optikai elvű zoom-olásra volt mód.
- asztali számítógép: A laptopok elterjedése óta hívjuk így a nem hordozható számítógépeket.
- merevlemez: Az első hordozható adattároló eszköz, a floppy '60-as évek végi megjelenése óta nevezik így a számítógépbe beépített, csavarokkal „mereven” rögzített adattároló eszközt.
- eljárásorientált programozás: Az objektumorientált programozás megjelenése óta hívjuk így az ebbe a kategóriába nem tartozó programozást.
- RISC processzorok: A CISC processzorok '80-as évekbeli megjelenése után kezdték el RISC processzornak nevezni az összetett utasításkészlettel nem rendelkező processzorokat
- offline lenni: Az internet elterjedése előtt mindenki mindig "offline volt".
- élőzene: A gramofon 19. század végi feltalálása előtt minden zene élő volt.
- némafilm: A hangosfilm '20-as évekbeli megjelenése előtti filmeket nevezzük így utólag.
- gőzmozdony: Az elektromos- illetve dízelmozdonyok megjelenése előtt egyszerűen mozdony.
- vezetékes telefon: A mobiltelefonok megjelenése óta nevezzük így a helyhez kötött telefonokat.
- forró csoki: A szilárd csoki feltalálása és elterjedése óta használt kifejezés.
- természetes szőke: A hajfestés elterjedése óta használt kifejezés.

### Tudomány
- permanens mágnes: Az elektromágnes 19. századi felfedezése óta nevezzük így azokat a testeket, amelyek környezetükben mágneses mezőt hoznak létre.
- látható fény: Az elektromágneses sugárzás 390 és 750 nanométer közötti tartománya. Az infravörös fény 1800-ban történő felfedezése előtt nem tudtuk, hogy létezik olyan fény, ami az emberi szem számára nem látható.
- valós szám: A 16. századi algebrai problémák tették szükségessé a komplex számok bevezetését oly módon, hogy -1 gyöke definíció szerint i-vel egyenlő.
- klasszikus fizika: A kvantummechanika és relativitáselmélet előtti fizika.
- euklideszi geometria: Bolyai János írt le először az euklideszi geometria axiómarendszerétől különböző rendszert, így azt előtte egyszerűen geometriának nevezték.
- geocentrikus világkép: A Földet a világmindenség középpontjának vélő elképzelést azóta nevezzük így, amióta Kopernikusz megalkotta a heliocentrikus modellt.

### Filmipar
Ha egy filmhez folytatás készül, sorszámmal ellátva, azt követően az eredeti film címét is elkezdik 1. (I.) számmal kiegészítve használni.
- Csillagok háborúja IV: Egy új remény: Eredeti neve: Csillagok háborúja.
- Star Trek: Az eredeti sorozat: Amióta 1987-ben megjelent a Star Trek: Az új nemzedék, így is emlegetik az eredeti sorozatot.
- CSI: Las Vegas: Így is nevezik a CSI: A helyszínelők című sorozatot a miami és new york-i sorozatok megjelenése óta.

### Kultúra
- bécsi keringő: A keringő eredeti, 700-800 éves múltra visszatekintő változata. Az angol keringő az 1920-as években alakult ki Bostonban.
- kubai salsa: A salsa eredetileg Kubából származik. Ez az elnevezés a Puerto Ricó-i, kolumbiai, Los Angeles-i, illetve New York-i változatoktól különbözteti meg a tánc eredeti, kubai változatát.
- argentin tangó: A tangó eredeti változatát különbözteti meg az európai versenyváltozattól.

### Zene
Együttesek tagváltozásai után a kezdeti időkre gyakran „ős” előtaggal hivatkoznak.
- Ős-Bikini: amikor még Nagy Feró volt a Bikini énekese
- ős-Edda: az országos ismertség előtti amatőr időszak
- ős-Hungária: az 1968-as Ki mit tud?-on induló felállás
- ős-Illés: Bródy János és a Szörényi testvérek csatlakozása előtt
- ős-Mini: az 1960-as évek végi, 1970-es évek eleji felállások
- ős-Neoton: a Kócbabák trióval való társulás előtt, amikor még csupa férfi tagból állt az együttes
- ős-Omega: 1967 előtt, amikor még csak nyugati slágerek feldolgozásait játszották
- ős-P. Box: miután 2009-ben az együttes két különböző felállásban újjáalakult, a névhasználati vita azzal zárult, hogy az alapító tag Sáfár József vezette formáció az ős előtaggal megkülönbözteti magát.

### Sport
- Super Bowl I és Super Bowl II: Az AFL és NFL bajnokainak döntő mérkőzését csak a harmadik évtől kezdve nevezik Super Bowl-nak, de visszamenőlegesen az első kettőre is így hivatkoznak.
- I. téli olimpiai játékok: eredetileg Téli Sportok Nemzetközi Hete néven rendeztek versenyeket 1924-ben Chamonix-ban, a NOB utólag ismerte el a győzteseket olimpiai bajnokként.
- nyári olimpiai játékok: 1924-től vezették be a téli játékokat, onnantól kezdve vált szükségessé a megkülönböztető jelző.
- 1960-as labdarúgó-Európa-bajnokság és 1964-es labdarúgó-Európa-bajnokság: az első két kontinenstorna eredeti elnevezése Európai Nemzetek Kupája volt, az 1968-as tornát rendezték először Európa-bajnokság néven, elismerve a két korábbit jogelődként.
- 1992-es konföderációs kupa és 1995-ös konföderációs kupa: az első két tornát még Fahd király kupa néven rendezték. A konföderációs kupa nevet 1997-ben kapta, miután a FIFA hivatalos rendezvénye lett az esemény.
- férfi bajnokság, férfi csapat, férfi válogatott stb.: a legtöbb sportágat kezdetben kizárólag férfiak űzték, a női szakág megjelenése után vált szükségessé kiemelni a nemet.

### Emberek
- Anonymus: a Gesta Hungarorum szerzőjének neve nem maradt fenn, saját magát úgy nevezte meg, mint „P dictus magister” ('mesternek mondott P'). Emiatt az utókor a latinul névtelent jelentő Anonymusként őrizte meg emlékezetében.
- idősebb George Bush: George W. Bush megválasztása után kezdték el így emlegetni édesapját, aki szintén elnök volt. Amerikában említik még H. W.-ként, illetve Bush 41-ként is (mert ő volt a 41. elnök). Elnöksége idején egyszerűen Bushként emlegették.
- idősebb Antall József: A pesti rakpart lipótvárosi szakaszát például az egykori miniszterelnök édesapjáról nevezték el.
- IV. István magyar király: ellenkirály volt szintén István nevű unokaöccse uralkodása alatt. Saját magát egyetlen fennmaradt oklevelében III. Istvánnak nevezte, nem ismerve el unokaöccsét. A történettudomány a későbbi koronázás miatt adta neki a IV. sorszámot, megkülönböztetés céljából.
- A királyok és pápák uralkodásuk alatt általában nem elsőként hivatkoznak magukra ha az adott névvel még nem élt uralkodó, csak az utókor használja azt megkülönböztetendő az azonos nevű későbbi uralkodóktól. Például: I. Béla király, I. Miklós pápa. Érdekes, hogy voltak uralkodók, akik valamiért mégis elsőként hivatkoztak magukra: I. János Pál pápa, I. Ferenc József császár és király. Ferenc József esetében az első megnevezés lekopott a köztudatból, tekintve, hogy nem volt több ilyen nevű osztrák császár.
- A szentek életük folyamán nem tudhatják, hogy a Katolikus egyház szentté fogja avatni őket. Például: Szent István király, Szent Péter vagy Ávilai Szent Teréz.

### Történelem, politika
- Első világháború: A második világháború előtt egyszerűen nagy háború néven emlegették.
- heteroszexuális házasság: Amióta számos országban legálissá vált az azonos neműek házassága, így is hivatkoznak a különböző neműek házasságára.
- cisznemű: Aki azonosulni tud és akar születéskori nemével. Tehát nem transznemű.
- paleokonzervativizmus: A neokonzervativizmus '70-es évekbeli amerikai elterjedése előtti konzervatív nézetrendszer utólagos elnevezése.[4]
- ókor, középkor: Természetesen az ókoriak és középkoriak nem tudhatták, hogy évszázadokkal később a történelemtudomány őket ókoriaknak, illetve középkoriaknak fogja nevezni.
- Bizánci Birodalom: Önmagukat Római Birodalomnak nevezték, nyugat európai kortársaik pedig görögök birodalmának nevezték őket. A Bizánc elnevezés jóval a birodalom bukása utáni időkben született meg. Célja részben az volt, hogy kifejezze azt, hogy a birodalom aranykorában, illetve kései korában kulturálisan és nyelvileg már nem sok köze volt a Római Birodalomhoz.
- Weimari köztársaság: Önmagukat egyszerűen Német Birodalomnak nevezték. A Weimari köztársaság kifejezést a történelemtudomány utólag alkotta az első világháború és Hitler hatalomra jutása közötti Németországra.
- Első Gyurcsány-kormány és Első Orbán-kormány: Ha egy miniszterelnök többször alakíthat kormányt, akkor az első általa alakított kormányra a sajtó utólag elsőként hivatkozik.
- Nagy-Magyarország: A Magyar Királyság trianoni békeszerződés előtti területe.
- Regát, Órománia: Románia első világháború előtti területe.
- abszolút monarchia: Azóta nevezzük így a korlátlan hatalommal rendelkező uralkodók által irányított rendszereket, amióta léteznek alkotmányos monarchiák.
- francia frank: Először a franciák használták a frankot, mégis az euró bevezetése előtt gyakori volt a francia frank hivatkozás, egyértelműsítendő, hogy nem a svájci vagy belga fizetőeszközről van szó.
- feudalizmus: A kifejezést az ipari forradalom után kezdték el használni az olyan társadalmi formára, amely a földtulajdonnal (feudum) járó járadékok rendszerére épül.
- boldog békeidők: Az első világháború alatt kezdték el így nevezni a kiegyezés és az első világháború közötti időszakot (1867-1914). Ez a korszak valóban Magyarország aranykora volt.

### Vallás
- Ószövetség: A kereszténység így hivatkozik szent könyvének arra a részére, amit a zsidók egyszerűen Bibliának vagy Tanakh-nak hívnak.
- Római katolikus egyház: A fogalom a keleti katolikus egyházaktól különbözteti meg a római pápa által irányított egyházat.
- történelmi egyház: A 20. század előtt a történelmi egyházakon kívüli vallási mozgalmak nem voltak engedélyezve, így ez a fogalom sem létezett.
- fővonalbeli protestáns: Amerikai fogalom, amellyel a tradicionális protestáns egyházakat különböztetik meg a neoprotestáns felekezetektől.

### Földrajz
- Kis-Ázsia: Ez az a terület, amit az ókori görögök Ázsiának neveztek. A kontinens távolabbi részeinek megismerése után kezdték el utólag Kis-Ázsia névvel illetni Ázsiának a korábban ismert - a teljes kontinenshez képest valóban elenyészően kicsi - részét.
- óvilág: Kolumbusz felfedezése óta emlegetik így az ókorban már ismert földrészeket együttesen.
- Washington, DC vagy gyakran rövidebben DC: Washington állam 1889-es létrejötte után vált fontossá, hogy az akkor már közel 100 éve létező fővárost valamilyen módon megkülönböztessék az államtól.
- kontinentális Egyesült Államok: Alaszka és Hawaii 1959-ben vált az Egyesült Államok tagállamává. Azóta van értelme a kifejezésnek.
- Belváros: Amit ma Budapest Belvárosának nevezünk, az megegyezik a 19. század előtti Pest városával. Miskolcon szintén a város történelmi magvát nevezik Belvárosnak.
- Ferihegy 1 – a 2. (ma 2A) terminál megépítése után vált szükségessé a megkülönböztetés.
- Ferihegy 2A – a 2B terminál megépítése után különböztetik meg betűjellel az addigi 2. terminált.